# Ypsilon Leonis
Ypsilon Leonis (υ Leo) – gwiazda w gwiazdozbiorze Lwa, odległa o około 180 lat świetlnych od Słońca.

## Charakterystyka
Ypsilon Leonis to gwiazda o wielkości obserwowanej 4,7m, a zatem widoczna gołym okiem. Jest to żółty olbrzym, gwiazda należąca do typu widmowego G9. Ma masę ok. 1,48 masy Słońca.

### Układ planetarny
Ypsilon Leonis ma jedną znaną planetę, odkrytą w 2021 roku dzięki pomiarom wahań prędkości radialnej gwiazdy. To gazowy olbrzym o masie minimalnej równej około połowy masy Jowisza, który krąży po ekscentrycznej orbicie, z okresem obiegu 385 dni.
| Towarzysz | Masa minimalna     | Okres orbitalny [ d ] | Półoś wielka [ au ] | Ekscentryczność    |
| b         | 0,51 +0,06−0,25 MJ | 385,2 +2,8−1,3        | 1,18 +0,07−0,05     | 0,320 +0,134−0,218 |